# Gmina Brochów
Die Gmina Brochów ist eine Landgemeinde im Powiat Sochaczewski der Woiwodschaft Masowien, Polen. Ihr Sitz ist das gleichnamige Dorf mit etwa 400 Einwohnern (2006).

## Gliederung
Zur Landgemeinde Brochów gehören folgende Ortschaften mit einem Schulzenamt:
Andrzejów-Brochocin
Bieliny-Sianno
Brochów
Brochów-Kolonia-Malanowo
Famułki Brochowskie
Famułki Królewskie
Górki
Hilarów
Janów
Konary
Kromnów-Gorzewnica
Lasocin
Łasice
Miszory
Nowa Wieś-Śladów
Olszowiec
Piaski Duchowne-Piaski Królewskie
Plecewice
Przęsławice
Tułowice
Wilcze Tułowskie-Wilcze Śladowskie
Wólka Smolana
Weitere Orte der Gemeinde sind Famułki Łazowskie, Janówek, Śladów und Władysławów.

## Baudenkmal
In Brochów befindet sich die Kirche des Heiligen Rochus und Johannes des Täufers, in der am 23. April 1810
Frédéric Chopin getauft wurde.